# Fahad Al-Mirdasi
Fahad Al-Mirdasi (in arabo فهد المرداسي‎?; Riyad, 16 agosto 1985) è un ex arbitro di calcio saudita.

## Carriera
Arbitro dal 2003, ha ottenuto il passaporto da internazionale nel 2011. 
Nel suo primo anno da internazionale, l'esperienza più significativa è la partecipazione ai Giochi panarabi, in programma in Qatar. In questo torneo fa il suo esordio in una sfida tra nazionali maggiori. L'anno successivo, 2012, arriva a dirigere la finale di Coppa del Presidente dell'AFC.
Nel 2014 inizia ad arbitrare stabilmente in AFC Champions League, competizione in cui arriva a dirigere un quarto di finale. L'anno seguente, il 2015, è quello della definitiva consacrazione, con la convocazione alla Coppa d'Asia, dove ben figura e viene impegnato in due gare della fase a gironi e successivamente in un quarto di finale. Pochi mesi dopo fa la sua prima apparizione in un torneo della FIFA, venendo selezionato per il Campionato mondiale di calcio Under-20 2015, dove dirige due partite della fase a gironi, un ottavo di finale, e successivamente la finalissima, che vede una storica vittoria della selezione serba contro il più quotato Brasile.
Nel 2016 altre due tappe fondamentali per il fischietto saudita sono rappresentate dalla convocazione per il Torneo di calcio ai Giochi della XXXI Olimpiade in Brasile (dirige a Manaus Svezia-Colombia 2-2 e a Belo Horizonte Germania-Fiji 10-0)  e successivamente dalla direzione di una semifinale di AFC Champions League.
Nel maggio 2017 viene resa nota dalla FIFA la sua convocazione alla Confederations Cup 2017, in programma a giugno 2017 in Russia. Viene impiegato per una gara della fase a gironi e successivamente la finale per il terzo posto, tra Portogallo e Messico.
Il 29 marzo 2018 viene selezionato ufficialmente dalla FIFA per i mondiali di Russia 2018.
Tuttavia, il 15 maggio 2018 viene sospeso a vita dalla Federazione Saudita per una vicenda di corruzione. Al-Mirdasi aveva contattato il presidente del club Al-Ittihad (finalista della King's Cup contro Al-Faisaly) al fine di offrire la sua benevolenza contro una somma di denaro. Il Presidente di Al-Ittihad, Hamad Al-Senaie, è corso dalle autorità mostrando i vari messaggi Whatsapp ricevuti dall'arbitro internazionale che si è visto arrestare e sospeso a vita.
In seguito allo scandalo in cui era stato coinvolto, Al-Mirdasi è stato escluso dalla FIFA dalla lista degli arbitri scelti per i Mondiali 2018. Successivamente è stato squalificato dall'attività internazionale.